# ハーバー・パーク駅
ハーバー・パーク駅（英語：Harbor Park Station）は、バージニア州ノーフォークにある駅。ハーバー・パーク球場に隣接している。近くにアムトラックのノーフォーク駅がある。